# Fröken Julie (film, 2013)
Fröken Julie är en svensk dramafilm från 2013 i regi av Mikael Berg. Filmen bygger på August Strindbergs pjäs med samma namn (1888) och i rollerna ses bland andra Nathalie Söderqvist, Klas Ekegren och Lina Englund.

## Handling
Handlingen är förlagd till 1920-talet och utspelar sig i en slottsmiljö. Det mesta i filmen är taget direkt ur Strindbergs pjäs med triangeldramat mellan fröken Julie, Jean och Kristin i fokus, men även ytterligare herrskap och tjänstefolk är involverade.

## Rollista
- Nathalie Söderqvist – fröken Julie
- Klas Ekegren – Jean
- Lina Englund – Kristin
- Görel Crona – Johanna
- Michelle Meadows – Viola
- Andreas Rylander – fästman
- Alva Andrén – Julie som ung
- Pelle Axnäs – Johan
- Ulf Häägg – greven
- Anders Jacob – vän 1
- Charlotta Magnusson – modern
- Mårten Schmutzler – vän 2
- Hanna Widinghoff – Klara
- Sven-Lennart Wirkander – präst

## Tillkomst
Inspelningen ägde rum på Skottorps slott i Halland efter ett manus av Mikael Berg. Filmen producerades av Mattias Dimfelt, fotades av Erik Hassel och klipptes av Rasmus Tirzitis. Musiken komponerades av Mark Ambervill.

## Visningar
Filmen premiärvisades 6 juli 2013 i Laholm. Den har visats på ett flertal internationella filmfestivaler. Bland annat på First Time Fest 2014 i New York, Burbank International Film Festival 2014 och Scandinavian Film Festival i Los Angeles.

## Mottagande
Movie Buzzers NYC gav filmen betyget 7,5/10 efter visningen på First Time Fest 2014 i New York. Recensenten Chris McKittrick summerade sin recension på följande sätt.
"Rating: Fröken Julie adds the type of cinematic depth to a classic that audiences with knowledge of the play would doubtlessly appreciate (7.5/10)." 
Tidningen Kulturen var mycket positiv till filmen och Roberto Fogelberg Rota skrev i sin recension "Berg är för mig genialisk, eftersom han precis som Sjöberg vill filmatisera texten genom att visa olika karaktärer och olika figurer som i sin tur lite i taget visar hur komplicerade karaktärerna som författaren porträtterat faktiskt är." 
Filmeye gav filmen betyget 3/5. Recensenten Ylva Pettersson var kritisk till dialogen som "känns mer som gjord för teatern." Hon menade också att skådespeleriet ibland tenderar att bli "styltigt" och "överdrivet". Avslutningsvis berömde hon Hassels foto och Ambervilles musik. Hon menade också att "För att vara en långfilmsdebut för många av de inblandade, både framför och bakom kameran, är det imponerande och jag ser verkligen fram emot nästa produktion med Mattias Dimfelt från Hat on Lady. 
Mr Film gav betyget 2/5. Recensenten ansåg att dialogen "stundvis är svår att uppfatta". Han ansåg också att filmen innehöll "alldeles för många brister, för att vara underhållande". Avslutningsvis berömde han dock Englunds skådespelarinsats.
Vid Burbank International Film Festival 2014 vann filmen priset "Best Feature Film".